# Consorti dei sovrani di Lussemburgo

## Contessa consorte di Lussemburgo
Lussemburgo-Ardenne (963–1136) 
| Immagine | Nome                            | Padre                                             | Nascita | Matrimonio | Divenne consorte              | Cessò di essere consorte       | Morte                   | Marito      |
| -------- | ------------------------------- | ------------------------------------------------- | ------- | ---------- | ----------------------------- | ------------------------------ | ----------------------- | ----------- |
|          | Edvige di Nordgau               | Eberardo IV, Conte di Nordgau (Corradinidi)       | 937     | 950        | 963 costituzione della contea | 13 dicembre dopo il 993        | 13 dicembre dopo il 993 | Sigfrido    |
|          | Clemenza d'Aquitania            | Guglielmo VII, Duca di Aquitania (Ramnulfidi)     | 1060    | 1075       | 1075                          | 8 agosto 1086 morte del marito | 4 gennaio 1142          | Corrado I   |
|          | Mathilde/Luitgarde di Northeim  | Kuno di Northeim, Conte di Beichlingen (Northeim) | -       | 1105       | 1105                          | dopo il 1120                   | dopo il 1120            | Guglielmo I |
|          | Ermengarda, Contessa di Zutphen | Ottone II, Conte di Zutphen                       | -       | 1134       | 1134                          | 1136 morte del marito          | 1138                    | Corrado II  |

 Lussemburgo-Namur (1136-1196) 
| Immagine | Nome                | Padre                                        | Nascita | Matrimonio | Divenne consorte | Cessò di essere consorte | Morte        | Marito    |
| -------- | ------------------- | -------------------------------------------- | ------- | ---------- | ---------------- | ------------------------ | ------------ | --------- |
|          | Lauretta di Fiandra | Teodorico, Conte di Fiandra (Casato di Metz) | 1130    | 1152/59    | 1152/59          | 1163 divorzio            | 1175         | Enrico IV |
|          | Agnese di Gheldria  | Enrico I, Conte di Gheldria (Wassenberg)     | -       | 1168/1171  | 1168/1171        | dopo il 1186             | dopo il 1186 | Enrico IV |

 Hohenstaufen (1196–1197) 
| Immagine | Nome                | Padre                             | Nascita | Matrimonio | Divenne consorte                 | Cessò di essere consorte                            | Morte          | Marito |
| -------- | ------------------- | --------------------------------- | ------- | ---------- | -------------------------------- | --------------------------------------------------- | -------------- | ------ |
|          | Margherita di Blois | Tebaldo V, Conte di Blois (Blois) | 1164/70 | 1190       | 14 agosto 1196 ascesa del marito | 1197 contea ritornata alla dinastia dei Lussemburgo | 12 luglio 1230 | Ottone |

 Lussemburgo-Limburgo (1247–1354) 
| Immagine | Nome                   | Padre                                              | Nascita           | Matrimonio         | Divenne consorte                   | Cessò di essere consorte         | Morte             | Marito      |
| -------- | ---------------------- | -------------------------------------------------- | ----------------- | ------------------ | ---------------------------------- | -------------------------------- | ----------------- | ----------- |
|          | Margherita di Bar      | Enrico II, Conte di Bar (Bar)                      | 1220              | 4 giugno 1240      | 12 febbraio 1247 ascesa del marito | 23 novembre 1275                 | 23 novembre 1275  | Enrico V    |
|          | Beatrice d'Avesnes     | Baldwin, Signore di Beaumont (Avesnes)             | 1242              | dal 22 maggio 1265 | 24 dicembre 1281 ascesa del marito | 5 giugno 1288 morte del marito   | 1º marzo 1321     | Enrico VI   |
|          | Margherita di Brabante | Giovanni I, Duca di Brabante (Casato di Reginar)   | 4 ottobre 1276    | 9 luglio 1292      | 9 luglio 1292                      | 14 dicembre 1311                 | 14 dicembre 1311  | Enrico VII  |
|          | Elisabetta di Boemia   | Venceslao II di Boemia (Přemyslidi)                | 20 gennaio 1292   | 1º settembre 1310  | 24 agosto 1313 ascesa del marito   | 28 settembre 1330                | 28 settembre 1330 | Giovanni I  |
|          | Beatrice di Borbone    | Luigi I, Duca di Borbone (Borbone)                 | 1320              | 11 marzo 1349      | 11 marzo 1349                      | 26 agosto 1346 morte del marito  | 27 dicembre 1383  | Giovanni I  |
|          | Bianca di Valois       | Carlo, Conte di Valois (Valois)                    | 1316              | 23 maggio 1323     | 26 agosto 1346 ascesa del marito   | 1º agosto 1348                   | 1º agosto 1348    | Carlo I     |
|          | Anna di Baviera        | Rodolfo II, Duca di Baviera (Wittelsbach)          | 26 settembre 1329 | 11 marzo 1349      | 11 marzo 1349                      | 2 febbraio 1353                  | 2 febbraio 1353   | Carlo I     |
|          | Anna di Świdnica       | Enrico II, Duca di Świdnica (Piast)                | 1339              | 27 maggio 1353     | 27 maggio 1353                     | 1353 contea passata al cognato   | 11 luglio 1362    | Carlo I     |
|          | Giovanna di Brabante   | Giovanni III, Duca di Brabante (Casato di Reginar) | 24 giugno 1322    | marzo 1352         | 1353 ascesa del marito             | 13 marzo 1354 elevata a duchessa | 1º novembre 1406  | Venceslao I |

## Duchessa consorte di Lussemburgo
Lussemburgo-Limburgo (1354–1443) 
| Immagine | Nome                 | Padre                                    | Nascita        | Matrimonio        | Divenne consorte                   | Cessò di essere consorte          | Morte            | Marito       |
| -------- | -------------------- | ---------------------------------------- | -------------- | ----------------- | ---------------------------------- | --------------------------------- | ---------------- | ------------ |
|          | Giovanna di Brabante | Giovanni III, Duca di Brabante (Leuven)  | 24 giugno 1322 | marzo 1352        | 13 marzo 1354 elevata da contessa  | 7 dicembre 1383 ascesa del marito | 1º novembre 1406 | Venceslao I  |
|          | Giovanna di Baviera  | Alberto I, Duca di Bavaria (Wittelsbach) | 1362           | 29 settembre 1370 | 29 novembre 1378 ascesa del marito | 31 dicembre 1386                  | 31 dicembre 1386 | Venceslao II |
|          | Agnes von Oppeln     | Bolko II di Opole (Piast)                | -              | 1374              | 1388 ascesa del marito             | 18 gennaio 1411 morte del marito  | 1º aprile 1413   | Jobst        |

 Valois-Borgogna (1443-1482) 
| Immagine | Nome                   | Padre                                          | Nascita          | Matrimonio     | Divenne consorte            | Cessò di essere consorte        | Morte            | Marito    |
| -------- | ---------------------- | ---------------------------------------------- | ---------------- | -------------- | --------------------------- | ------------------------------- | ---------------- | --------- |
|          | Isabella di Portogallo | Giovanni I del Portogallo (Aviz)               | 21 febbraio 1397 | 7 gennaio 1430 | 1443 usurpazione del marito | 15 luglio 1467 morte del marito | 17 dicembre 1471 | Filippo I |
|          | Margherita di York     | Riccardo Plantageneto, III duca di York (York) | 3 maggio 1446    | 9 luglio 1468  | 9 luglio 1468               | 5 gennaio 1477 morte del marito | 23 novembre 1503 | Carlo II  |

 Asburgo di Spagna (1482-1700) 
| Immagine | Nome                              | Padre                                              | Nascita          | Matrimoni        | Divenne consorte                  | Cessò di essere consorte           | Morte            | Marito      |
| -------- | --------------------------------- | -------------------------------------------------- | ---------------- | ---------------- | --------------------------------- | ---------------------------------- | ---------------- | ----------- |
|          | Giovanna di Castiglia             | Ferdinando II di Aragona (Trastámara)              | 6 novembre 1479  | 20 ottobre 1496  | 20 ottobre 1496                   | 25 settembre 1506 morte del marito | 12 aprile 1555   | Filippo II  |
|          | Isabella di Portogallo            | Manuele I del Portogallo (Aviz-Beja)               | 24 October 1503  | 11 marzo 1526    | 11 marzo 1526                     | 1 May 1539                         | 1 May 1539       | Carlo III   |
|          | Maria I d'Inghilterra             | Enrico VIII d'Inghilterra (Tudor)                  | 18 febbraio 1516 | 25 luglio 1554   | 16 gennaio 1556 ascesa del marito | 17 novembre 1558                   | 17 novembre 1558 | Filippo III |
|          | Elisabetta di Valois              | Enrico II di Francia (Valois)                      | 2 aprile 1545    | 22 giugno 1559   | 22 giugno 1559                    | 3 ottobre 1568                     | 3 ottobre 1568   | Filippo III |
|          | Anna d'Austria                    | Massimiliano II, Sacro Romano Imperatore (Asburgo) | 1º novembre 1549 | 4 maggio 1570    | 4 maggio 1570                     | 26 ottobre 1580                    | 26 ottobre 1580  | Filippo III |
|          | Elisabetta di Francia             | Enrico IV di Francia (Borbone)                     | 22 novembre 1602 | 25 novembre 1615 | 31 marzo 1621 ascesa del marito   | 6 ottobre 1644                     | 6 ottobre 1644   | Filippo IV  |
|          | Maria Anna d'Austria              | Ferdinando III, Sacro Romano Imperatore (Asburgo)  | 24 dicembre 1634 | 7 ottobre 1649   | 7 ottobre 1649                    | 17 settembre 1665 morte del marito | 16 maggio 1696   | Filippo IV  |
|          | Maria Luisa d'Orléans             | Filippo I, Duca d'Orléans (Borbone-Orléans)        | 26 marzo 1662    | 19 novembre 1679 | 19 novembre 1679                  | 12 febbraio 1689                   | 12 febbraio 1689 | Carlo IV    |
|          | Maria Anna del Palatinato-Neuburg | Filippo Guglielmo, Elettore Palatino (Wittelsbach) | 28 ottobre 1667  | 14 maggio 1690   | 14 maggio 1690                    | 1º novembre 1700 morte del marito  | 16 luglio 1740   | Carlo IV    |

 Borbone di Spagna (1700–1712) 
| Immagine | Nome                  | Padre                                 | Nascita           | Matrimonio      | Divenne consorte | Cessò di essere consorte             | Morte            | Marito    |
| -------- | --------------------- | ------------------------------------- | ----------------- | --------------- | ---------------- | ------------------------------------ | ---------------- | --------- |
|          | Maria Luisa di Savoia | Vittorio Amedeo II di Savoia (Savoia) | 17 settembre 1688 | 2 novembre 1701 | 2 novembre 1701  | 1712 Lussemburgo ceduto alla Baviera | 14 febbraio 1714 | Filippo V |

 Wittelsbach (1712-1713) 
| Immagine | Nome                      | Padre                            | Nascita      | Matrimonio     | Divenne consorte                  | Cessò di essere consorte                      | Morte         | Marito          |
| -------- | ------------------------- | -------------------------------- | ------------ | -------------- | --------------------------------- | --------------------------------------------- | ------------- | --------------- |
|          | Teresa Cunegonda Sobieska | Giovanni III Sobieski (Sobieski) | 4 marzo 1676 | 2 gennaio 1695 | 1712 Lussemburgo ceduto al marito | 11 aprile 1713 Lussemburgo ceduto all'Austria | 10 marzo 1730 | Massimiliano II |

 Asburgo d'Austria (1713-1780) 
| Immagine | Nome                                          | Padre                                              | Nascita        | Matrimonio     | Divenne consorte                              | Cessò di essere consorte         | Morte            | Marito  |
| -------- | --------------------------------------------- | -------------------------------------------------- | -------------- | -------------- | --------------------------------------------- | -------------------------------- | ---------------- | ------- |
|          | Elisabetta Cristina di Brunswick-Wolfenbüttel | Luigi Rodolfo, Duca di Brunswick-Lüneburg (Welfen) | 28 agosto 1691 | 1º agosto 1708 | 11 aprile 1713 Lussemburgo ceduto all'Austria | 20 ottobre 1740 morte del marito | 21 dicembre 1750 | Carlo V |

 Asburgo-Lorena (1780-1794) 
| Immagine | Nome                             | Padre                                                 | Nascita          | Matrimonio        | Divenne consorte                   | Cessò di essere consorte                | Morte          | Marito       |
| -------- | -------------------------------- | ----------------------------------------------------- | ---------------- | ----------------- | ---------------------------------- | --------------------------------------- | -------------- | ------------ |
|          | Maria Luisa di Spagna            | Carlo III di Spagna (Borbone)                         | 24 novembre 1745 | 5 agosto 1765     | 20 febbraio 1790 ascesa del marito | 1º marzo 1792 morte del marito          | 15 maggio 1792 | Leopoldo     |
|          | Maria Teresa di Napoli e Sicilia | Ferdinando IV di Napoli e Sicilia (Borbone di Napoli) | 6 giugno 1772    | 15 settembre 1790 | 1º marzo 1792 ascesa del marito    | 1794 Lussemburgo occupato dalla Francia | 13 aprile 1807 | Francesco II |

 Bonaparte (1804-1814) 
| Immagine | Nome                      | Padre                                                        | Nascita          | Matrimonio     | Divenne consorte                 | Cessò di essere consorte             | Morte            | Marito      |
| -------- | ------------------------- | ------------------------------------------------------------ | ---------------- | -------------- | -------------------------------- | ------------------------------------ | ---------------- | ----------- |
|          | Giuseppina di Beauharnais | Joseph-Gaspard Tascher de la Pagerie (Tascher de la Pagerie) | 23 giugno 1763   | 9 marzo 1796   | 18 maggio 1804 ascesa del marito | 10 gennaio 1810 divorzio             | 29 maggio 1814   | Napoleone I |
|          | Maria Luisa d'Austria     | Francesco II d'Asburgo-Lorena (Asburgo-Lorena)               | 12 dicembre 1791 | 1º aprile 1810 | 1º aprile 1810                   | 6 aprile 1814 abdicazione del marito | 17 dicembre 1841 | Napoleone I |

## Granduchessa consorte di Lussemburgo
Orange-Nassau (1815-1890) 
| Immagine | Nome                      | Padre                                                     | Nascita          | Matrimonio       | Divenne consorte                 | Cessò di essere consorte          | Morte           | Marito        |
| -------- | ------------------------- | --------------------------------------------------------- | ---------------- | ---------------- | -------------------------------- | --------------------------------- | --------------- | ------------- |
|          | Guglielmina di Prussia    | Federico Guglielmo II di Prussia (Hohenzollern)           | 18 novembre 1774 | 1º ottobre 1791  | 15 marzo 1815 ascesa del marito  | 12 ottobre 1837                   | 12 ottobre 1837 | Guglielmo I   |
|          | Anna Pavlovna di Russia   | Paolo I di Russia (Holstein-Gottorp-Romanov)              | 18 gennaio 1795  | 21 febbraio 1816 | 7 ottobre 1840 ascesa del marito | 7 marzo 1849 morte del marito     | 1º marzo 1865   | Guglielmo II  |
|          | Sofia di Württemberg      | Guglielmo I di Württemberg (Württemberg)                  | 17 giugno 1818   | 18 giugno 1839   | 7 marzo 1849 ascesa del marito   | 3 giugno 1877                     | 3 giugno 1877   | Guglielmo III |
|          | Emma di Waldeck e Pyrmont | Giorgio Vittorio, Principe di Waldeck e Pyrmont (Waldeck) | 2 agosto 1858    | 7 gennaio 1879   | 7 gennaio 1879                   | 23 novembre 1890 morte del marito | 20 marzo 1934   | Guglielmo III |

 Nassau-Weilburg (1890-1964) 
| Immagine | Nome                            | Padre                                       | Nascita          | Matrimonio      | Divenne consorte                   | Cessò di essere consorte                  | Morte            | Marito       |
| -------- | ------------------------------- | ------------------------------------------- | ---------------- | --------------- | ---------------------------------- | ----------------------------------------- | ---------------- | ------------ |
|          | Adelaide Maria di Anhalt-Dessau | Federico Augusto di Anhalt-Dessau (Ascania) | 25 dicembre 1833 | 23 aprile 1851  | 23 novembre 1890 asesa del marito  | 17 novembre 1905 morte del marito         | 24 novembre 1916 | Adolfo       |
|          | Maria Anna di Portogallo        | Michele I di Portogallo (Braganza)          | 13 luglio 1861   | 21 giugno 1893  | 17 novembre 1905 ascesa del marito | 25 febbraio 1912 morte del marito         | 31 luglio 1942   | Guglielmo IV |
|          | Felice di Borbone-Parma         | Roberto I di Parma (Borbone di Parma)       | 28 ottobre 1893  | 6 novembre 1919 | 6 novembre 1919                    | 12 novembre 1964 abdicazione della moglie | 8 aprile 1970    | Carlotta     |

 Borbone-Parma (1964-attuale) 
| Immagine | Nome                           | Padre                                            | Nascita         | Matrimonio       | Divenne consorte                   | Cessò di essere consorte              | Morte           | Marito   |
| -------- | ------------------------------ | ------------------------------------------------ | --------------- | ---------------- | ---------------------------------- | ------------------------------------- | --------------- | -------- |
|          | Giuseppina Carlotta del Belgio | Leopoldo III del Belgio (Sassonia-Coburgo-Gotha) | 11 ottobre 1927 | 9 aprile 1953    | 12 Novembre 1964 ascesa del marito | 7 ottobre 2000 abdicazione del marito | 10 gennaio 2005 | Giovanni |
|          | María Teresa Mestre            | José Antonio Mestre y Alvarez                    | 22 marzo 1956   | 14 febbraio 1981 | 7 ottobre 2000 ascesa del marito   | in carica                             |                 | Enrico   |